# Jordi Bernadó
Pour les articles homonymes, voir Bernadó.
Jordi Bernadó (né en 1966 à Lérida, en Catalogne) est un photographe espagnol contemporain.

## Biographie
Il a étudié l'architecture à l'École technique supérieure d'architecture de Barcelone (ETSAB) et a été membre de l'équipe éditoriale de la revue Quaderns d'Arquitectura i Urbanisme du Col-legi Oficial d'Arquitectes de Catalunya (COAC) de 1990 à 1999. Son travail photographique est lié à l'architecture et au voyage, deux constantes fondamentales dans sa carrière créative. En ce sens, Bernadó a déclaré qu'il était venu à la photographie par courage, car cette discipline lui sert à décoder, définir et mieux comprendre l'architecture, l'urbanisme et les relations entre les éléments capturés dans chaque image. Néanmoins, ses photographies intègrent de grandes doses de narration, de contrastes et d'ironie, cherchant à surprendre le spectateur. Son intérêt pour le paysage et pour le paysage dans son ensemble est un élément clé de son travail.
Son intérêt pour la peinture de paysage l'a amené à travailler avec le format horizontal panoramique, habituel dans la tradition du paysage pictural, mais qui, dans l'œuvre de Bernadó, se prolonge pour rompre l'harmonie, montrant une influence évidente du langage cinématographique. Ces images de grand format sont prises d'un point de vue totalement frontal, offrant un langage visuel calme et objectif dans lequel la mise en scène est secondaire. Dans de nombreux cas, ses photographies sont présentées par paires en contrepoint afin que le spectateur puisse découvrir une troisième image à partir de la relation entre les deux premières.
Il vit et travaille à Barcelone.

## Publications
- Provence Alpes Côte d'Azur, monuments & paysages (avec Massimo Vitali, John Davies et Bernard Plossu), Arles : Actes sud ; Marseille : Région Provence-Alpes-Côte d'Azur, 2006  (ISBN 2742761993)